# Каштановая (станция скоростного трамвая)
«Кашта́новая» (укр. «Каштанова») — станция линии скоростного трамвая в Киеве, расположена между станциями «Рональда Рейгана» и «Романа Шухевича».

## История
Открыта 26 мая 2000 года. Названа по одноимённой улице.
1 января 2009 закрыта на реконструкцию. Опять открыта 24 октября 2012 года.
На месте станции ранее планировалось построить станцию метро, но от этих планов отказались в пользу подземного варианта под проспектом Червоной Калины.

## Галерея

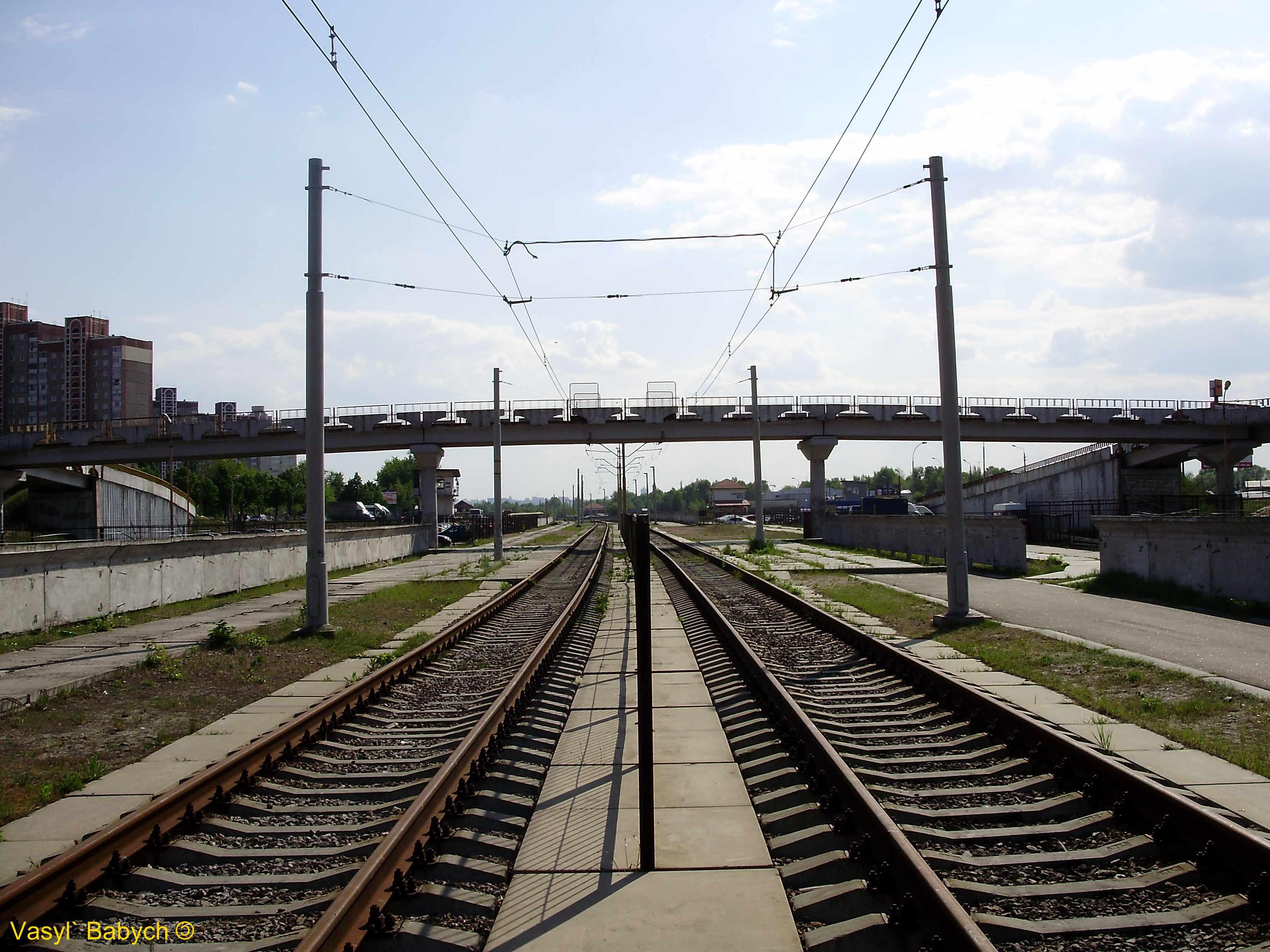
Станция «Каштановая» до реконструкции